# KENSHU
KENSHU（ケンシュウ、1981年 - ）は、オーストリア、ウィーン生まれの日本人音楽プロデューサー、DJ。